# Cementerio de los Mártires Patrióticos
El Cementerio de los Mártires Patrióticos (en coreano: 애국렬사릉) es un cementerio nacional situado en Sinmi-dong, Hyongjesan-guyok, Pionyang la capital de Corea del Norte. Fundado el 17 de septiembre de 1986, está reservado oficialmente para las personas que contribuyeron a la "liberación del país" y la "construcción socialista". Aquí están enterrados muchos veteranos del movimiento de independencia de Corea, el ejército y los funcionarios nacionales y ciudadanos destacados en los campos de la ciencia, la medicina y la literatura.

## Entierros Notables
- Choi Hong-hi, fundador del Taekwondo ITF[2]
- Ri Jae-il, político y miembro del Departamento de Propaganda y Agitación[3]
- Kim Chang-sop, ex general del Ejército Popular de Corea[4]
- Sin Un Ho, ex oficial del Ejército Popular de Corea[4]
- Kang Jong Ho, ex director del Estudia de Arte del EPC[4]
- Jon Hui Jong, ex viceministro de Relaciones Exteriores de Hong Si Hak[4]